# Xã Denton, Michigan
Xã Denton (tiếng Anh: Denton Township) là một xã thuộc quận Roscommon, tiểu bang Michigan, Hoa Kỳ. Năm 2010, dân số của xã này là 5.557 người.